# المركز الإسلامي في مدينة يوبا (كاليفورنيا)
المركز الإسلامي في يوبا سيتي (بالانجليزية:Islamic Center of Yuba City)، هو مسجد ومركز ثقافي إسلامي في مدينة يوبا سيتي بولاية كاليفورنيا،الولايات المتحدة، بني في عام 1994 بتكلفة 1.8 مليون دولار ومن جهود العمال أغلبهم مزارعون أمريكيون من أصول باكستانية الذين هاجروا للولايات المتحدة منذ 1902.

## الاعتداء وحرق المركز
في ليلة 31 أغسطس 1994، اقتحم أشخاص المركز الإسلامي الذي كان قد بني حديثًا في مدينة يوبا، وأسكبوا البنزين على السجاد ثم أشعلوا النار في المبنى، ثم تحول المسجد إلى رماد، وتعتبر هذه أول جريمة كراهية لتدمير مسجد في تاريخ الولايات المتحدة، الاعتداء خلَّف حالة صدمة وقتها في الولايات المتحدة.

## وصلات خارجية
- (وثائقي بعنوان:مسجد التسامح) عن تاريخ وإحراق المركز الإسلامي يوبا سيتي عام 1994.